# Pedro Laginha
José Pedro Fialho Laginha (Lisboa, 17 de Março de 1971) é um ator e cantor português.

## Biografia
Inicia-se com a companhia de teatro Os Satyros onde, sob a direcção de Rodolfo Garcia Vasquez integrou o elenco de espectáculos como Rusty Brown em Lisboa, de Miguel Barbosa; De Profundis, a partir de Oscar Wilde; Woyzek, de Georg Büchner; A Filosofia de Alcova, de Marquês de Sade. Trabalhou com Xosé Blanco Gil no Teatro Ibérico, onde participou em Sopinhas de Mel, de Teresa Rita Lopes e em O Leão Enganado, de Jean de La Fontaine.
Trabalhou ainda no Teatro Aberto com José Wallenstein (Pêssegos, de Nick Grosso) e João Lourenço (Às Vezes Neva em Abril, de João Santos Lopes); no ACARTE com Paulo Filipe Monteiro (Área de Risco). Foi dirigido por António Feio no Teatro Villaret em Deixa-me Rir, de Alistair Beaton.

## Filmografia

### Televisão
| Ano         | Projeto                 | Papel                  | Nota(s)                                        | Canal |
| ----------- | ----------------------- | ---------------------- | ---------------------------------------------- | ----- |
| 1998 - 1999 | Médico de Família       | Joca                   | Elenco Principal                               | SIC   |
| 1999        | Jornalistas             | Jornalista             | Participação Especial                          | SIC   |
| 1999        | A Hora da Liberdade     | Fernando Humberto      | Elenco Principal                               | SIC   |
| 2000        | Uma Aventura            | Samuel                 | Participação Especial                          | SIC   |
| 2000        | Amo-te Teresa           | Celso                  | Participação                                   | SIC   |
| 2000        | Alta Fidelidade         | Nuno                   | Protagonista                                   | SIC   |
| 2001        | Cavaleiros de Água Doce | Guga                   | Participação Especial                          | SIC   |
| 2001        | O Espírito da Lei       | Music Man              | Episódio "A Dúvida"                            | SIC   |
| 2001        | O Bairro da Fonte       | Chino                  | Episódio "Se um Elefante Incomoda Muita Gente" | SIC   |
| 2002 - 2003 | Amanhecer               | Miguel Pedroso         | Protagonista                                   | TVI   |
| 2003        | Olá Pai!                | Simão                  | Participação Especial                          | TVI   |
| 2003        | O Meu Sósia e Eu        | Tonixo                 | Elenco Principal                               | RTP1  |
| 2004        | Pedro e Inês            | Pedro I de Portugal    | Protagonista                                   | RTP1  |
| 2004        | Morangos com Açúcar     | Humberto Sérgio        | 1ª série                                       | TVI   |
| 2004        | Inspetor Max            | Sequestrador / Nuno    | 2 episódios                                    | TVI   |
| 2005 - 206  | Os Serranos             | Joaquim Dias           | Elenco Principal                               | TVI   |
| 2006        | Fala-me de Amor         | Vasco Raposo           | Elenco Principal                               | TVI   |
| 2007        | Vingança                | Rui Borges             | Elenco Principal                               | SIC   |
| 2007 - 2008 | Resistirei              | Tiago Reis             | Elenco Principal                               | SIC   |
| 2008        | Podia Acabar o Mundo    | Dr. Daniel Serrão      | Elenco Adicional                               | SIC   |
| 2009        | Liberdade 21            | Gaspar                 | Elenco Adicional                               | RTP1  |
| 2009        | Cuidado com a Língua!   | Padre                  | 1 episódio                                     | RTP1  |
| 2010        | Ele É Ela               | Henrique               |                                                | TVI   |
| 2010        | Sentimentos             | Tiago                  | Elenco Adicional                               | TVI   |
| 2010        | Cidade Despida          | João Vargas            | Co- Protagonista                               | RTP1  |
| 2010        | Pai à Força             | Lucas                  | Elenco Adicional                               | RTP1  |
| 2011 - 2012 | Anjo Meu                | Gabriel Quintanela     | Elenco Principal                               | TVI   |
| 2012 - 2013 | Dancin' Days            | Jorge Beltrão          | Elenco Principal                               | SIC   |
| 2013 - 2015 | Os Nossos Dias          | Rodrigo Gouveia        | Protagonista                                   | RTP1  |
| 2014 - 2015 | Mulheres                | Alberto Flores         | Coadjuvante                                    | TVI   |
| 2015 - 2016 | Santa Bárbara           | Eduardo Reis           | Elenco Principal                               | TVI   |
| 2016        | A Única Mulher          | Carlos Oliveira        | Elenco Principal                               | TVI   |
| 2017        | Filha da Lei            | Pedro Faria            | Elenco Adicional                               | RTP1  |
| 2018 - 2019 | Circo Paraíso           | Dionisio               | Protagonista                                   | RTP1  |
| 2018 - 2019 | Onde Está Elisa?        | Inácio Frazão          | Elenco Principal                               | TVI   |
| 2019        | Inspetor Max            | Alex                   | Participação Especial                          | TVI   |
| 2019        | A Teia                  | Lopes                  | Elenco Adicional                               | TVI   |
| 2019        | Teorias da Conspiração  | Carlos Fernandes       | Elenco Principal                               | RTP1  |
| 2019        | Golpe de Sorte          | Carlos Alberto Nobrega | Elenco Principal                               | SIC   |
| 2019        | Um Desejo de Natal      | Tiago Costa            | Co-Protagonista                                | SIC   |
| 2020        | A Generala              | Artur Mourato          | Elenco Principal                               | SIC   |
| 2021 - 2022 | A Serra                 | Silvério Neto          | Elenco Principal                               | SIC   |
| 2021        | Pôr do Sol              | Tó Maluco              | Elenco Principal                               | RTP1  |
| 2022 - 2023 | Sangue Oculto           | César Apolinário       | Elenco Principal                               | SIC   |
| 2023        | Projeto Delta           | Luís                   | Elenco Principal                               | SIC   |
| 2025        | Vitória                 | Carlos Durão           | Elenco Principal                               | SIC   |

### Cinema
| Ano  | Filme                      | Papel      |
| ---- | -------------------------- | ---------- |
| 2000 | Amo-te Teresa              | Celso      |
| 2001 | Cavaleiros de Água Doce    | Guga       |
| 2001 | Ficção (curta-metragem)    | Pedro      |
| 2002 | Desvio 45 (curta-metragem) |            |
| 2002 | Jogo da Glória             | Nuno       |
| 2003 | Só Por Acaso               |            |
| 2003 | O Meu Sósia E Eu           | Tonixo     |
| 2010 | A Bela e o Paparazzo       | Hugo       |
| 2011 | O Carimbo (curta-metragem) |            |
| 2011 | As Rosas do Paraíso        |            |
| 2012 | Incógnito                  | Frederico  |
| 2013 | Fronteira (curta-metragem) |            |
| 2018 | Linhas de Sangue           | Arquimedes |

### Dobragens
| Ano  | Filme              | Papel        |
| ---- | ------------------ | ------------ |
| 2004 | Garfield - O Filme | Jon Arbuckle |
| 2005 | Madagascar         | Alex         |
| 2006 | Garfield 1         | Jon Arbuckle |
| 2008 | Madagáscar 2       | Alex         |
| 2012 | Madagáscar 3       | Alex         |
| 2012 | Força Ralph        | Ralph        |
| 2018 | Ralph vs Internet  | Ralph        |

### Videojogos
| Ano  | Videojogo      | Papel |
| ---- | -------------- | ----- |
| 2013 | The Last of Us | Tommy |